# U.S. Men's Clay Court Championships 2005
U.S. Men's Clay Court Championships 2005 — тенісний турнір, що проходив на ґрунтових кортах у місті Houston, Texas, USA з 18 квітня . Належав до категорії ATP International Series.

## Фінальна частина

### Одиночний розряд
Енді Роддік —  Себастьян Грожан 6–2, 6–2

### Парний розряд
Марк Ноулз (тенісист) /  Деніел Нестор —  Мартін Гарсія /  Луїс Орна 6–3, 6–4